# Phenacoccus nephelii
Phenacoccus nephelii är en insektsart som beskrevs av Takahashi 1939. Phenacoccus nephelii ingår i släktet Phenacoccus och familjen ullsköldlöss. Inga underarter finns listade i Catalogue of Life.